# Ceaux-en-Couhé
Pour les articles homonymes, voir Ceaux.
Ceaux-en-Couhé est une ancienne commune du Centre-Ouest de la France, située dans le département de la Vienne en région Nouvelle-Aquitaine.
Ses habitants sont appelés les Celléens.

## Géographie

### Géologie et relief
La région de Ceaux-en-Couhé présente un paysage de plaines vallonnées plus ou moins boisées,de bocages et de vallées. 
Le terroir se compose :
- de groies superficielles pour 8 % sur les plaines calcaires. Les groies sont des terres du sud-ouest de la France, argilo-calcaires, peu profondes  - en général de moins de 50 cm d’épaisseur – et  plus ou moins riches en cailloux. Elles sont fertiles et saines et donc, propices à la polyculture céréalière mais elles s’assèchent vite ;
- de Terres Rouges(ce sont des sols couleur acajou, siliceux, dérivés d’argiles ferrugineuses à silex provenant d’épandages superficiels du Massif Central)  pour 79 % sur les plateaux ;
- de calcaires pour 12 % dans les vallées et les terrasses alluviales.

### Hydrographie
La commune est traversée par la Bouleure sur une longueur de 7 km.

### Climat
Le  climat est océanique avec des étés tempérés.

## Toponymie
Le nom du village proviendrait du latin cellis, pluriel de cella qui signifie « aux ermitages » ou « aux temples ».
Les anciennes formes du nom apparaissent dans les mentions Villa quoe vocatur Selsil en 1013, « Capellus de Celcis » en 1383, puis le toponyme est décliné en Ceaulx, Sceaulx, Sceaux ou Ceaux.

## Histoire
Le bourg faisait partie de la seigneurie de Monts.
Un arbre de la liberté est planté après la Révolution française de 1848 : c’est un tilleul, place de l’église. Un autre arbre est planté après la Première Guerre mondiale, considérée comme une victoire de la République et du droit (des peuples), arbre arraché en 1964 lors du goudronnage de la place.
Le 1er janvier 2019, elle devient une commune déléguée de Valence-en-Poitou aux côtés de Châtillon, Couhé, Payré et Vaux. La création de la commune de Valence est actée par un arrêté préfectoral du 22 novembre 2018.

## Politique et administration

### Liste des maires

#### Maires
| Période                                  | Période      | Identité            | Étiquette | Qualité |
| ---------------------------------------- | ------------ | ------------------- | --------- | ------- |
| Les données manquantes sont à compléter. |              |                     |           |         |
|                                          | juin 1995    | René Lucas          |           |         |
| juin 1995                                | mars 2001    | Gérard Ripault      |           |         |
| mars 2001                                | mars 2008    | Abdelhoueb Belkebir |           |         |
| mars 2008                                | janvier 2019 | Joël Peninon        |           |         |

#### Maires délégués
| Période      | Période   | Identité      | Étiquette | Qualité |
| ------------ | --------- | ------------- | --------- | ------- |
| janvier 2019 | mars 2020 | Joël Peninon  |           |         |
| mars 2020    | En cours  | Annie Paradot |           |         |

### Instances judiciaires et administratives
La commune relève du tribunal d'instance de Poitiers, du tribunal de grande instance de Poitiers, de la cour d'appel  Poitiers, du tribunal pour enfants de Poitiers, du conseil de prud'hommes de Poitiers, du tribunal de commerce de Poitiers, du tribunal administratif de Poitiers et de la cour administrative d'appel  de  Bordeaux,  du tribunal des pensions de Poitiers, du tribunal des affaires de la Sécurité sociale de la Vienne, de la cour d’assises de la Vienne.

## Démographie
L'évolution du nombre d'habitants est connue à travers les recensements de la population effectués dans la commune depuis 1793. Pour les communes de moins de 10 000 habitants, une enquête de recensement portant sur toute la population est réalisée tous les cinq ans, les populations de référence des années intermédiaires étant quant à elles estimées par interpolation ou extrapolation. Pour la commune, le premier recensement exhaustif entrant dans le cadre du nouveau dispositif a été réalisé en 2004.

En 2016, la commune comptait 533 habitants, en évolution de +4,51 % par rapport à 2010 (Vienne : +0,6 %, France hors Mayotte : +2,11 %).
| 1793 | 1800 | 1806 | 1821 | 1831 | 1836 | 1841 | 1846 | 1851 |
| ---- | ---- | ---- | ---- | ---- | ---- | ---- | ---- | ---- |
| 557  | 559  | 562  | 570  | 514  | 680  | 708  | 745  | 851  |

| 1856 | 1861 | 1866 | 1872 | 1876 | 1881 | 1886 | 1891 | 1896 |
| ---- | ---- | ---- | ---- | ---- | ---- | ---- | ---- | ---- |
| 801  | 828  | 819  | 820  | 796  | 767  | 816  | 804  | 775  |

| 1901 | 1906 | 1911 | 1921 | 1926 | 1931 | 1936 | 1946 | 1954 |
| ---- | ---- | ---- | ---- | ---- | ---- | ---- | ---- | ---- |
| 771  | 798  | 789  | 746  | 761  | 742  | 740  | 700  | 729  |

| 1962 | 1968 | 1975 | 1982 | 1990 | 1999 | 2004 | 2006 | 2009 |
| ---- | ---- | ---- | ---- | ---- | ---- | ---- | ---- | ---- |
| 709  | 567  | 492  | 460  | 461  | 493  | 525  | 522  | 516  |

| 2014 | 2016 | - | - | - | - | - | - | - |
| ---- | ---- | - | - | - | - | - | - | - |
| 524  | 533  | - | - | - | - | - | - | - |

En 2008, selon l'Insee, la densité de population de la commune était de 32 hab./km2, 61 hab./km2 pour le département, 68 hab./km2 pour la région Poitou-Charentes et 115 hab./km2 pour la France.

## Économie
La commune possède un bar, un étang, un gîte...
Elle abrite une coopérative agricole céréalière.
Elle est un centre important de l'élevage des baudets du Poitou.
Selon la direction régionale de l'Alimentation, de l'Agriculture et de la Forêt de Poitou-Charentes, il n'y a plus que 13 exploitations agricoles en 2010 contre 17 en 2000. 
Les surfaces agricoles utilisées ont diminué et sont passées de 1 461 hectares en 2000 à 1 337 hectares en 2010. 43% sont destinées à la culture des céréales (blé tendre essentiellement mais aussi orges et maïs), 33% pour les oléagineux (75% en colza et 25% en tournesol), 3% pour le fourrage.
Quatre exploitations en 2010 comme en 2000 abritent un élevage de bovins (227 têtes en 2010 contre 469 têtes en 2000).

## Culture locale et patrimoine

### Lieux et monuments
- Église Saint-Clément de Ceaux-en-Couhé.

Dans le hameau de Cujalais (jadis Cujalet) se trouve  une gentilhommière (dénommée aussi château de Cujalais) du XIIe siècle, modifiée aux XIIIe siècle et XIVe siècle. Cette bâtisse et la propriété qui l'entoure sont privées et fermées à la visite. Cependant, la bâtisse fut exceptionnellement ouverte à la visite durant les Journées du patrimoine de 2003.

### Personnalités liées à la commune
- Élisabeth Morin-Chartier, femme politique française, est née en 1947 à Ceaux-en-Couhé.